# Nouha Landoulsi
Nouha Landoulsi, née le 5 mai 1998, est une haltérophile tunisienne.

## Carrière
Aux Jeux olympiques de la jeunesse d'été de 2014, elle remporte la médaille de bronze dans la catégorie des moins de 53 kg.
Au niveau continental, elle remporte l'or aux championnats d'Afrique 2013, 2016 et 2017 dans la catégorie des moins de 53 kg et l'argent aux championnats arabes 2015, aux Jeux méditerranéens de 2018 (à l'arraché) et aux championnats d'Afrique 2019.
Elle est médaillée d'argent à l'arraché aux championnats d'Afrique 2021 à Nairobi.
Elle participe aux Jeux olympiques de 2020 à Tokyo.
Elle est médaillée d'or à l'arraché, médaillée de bronze à l'épaulé-jeté et médaillée d'argent au total  dans la catégorie des moins de 59 kg aux championnats d'Afrique 2022 au Caire.